# Marcel Anselme
Pour les articles homonymes, voir Anselme.
 (décembre 2024).
- Si vous ne connaissez pas le sujet, laissez ce bandeau (vous pouvez alors contacter les auteurs).
- Si vous supprimez le contenu mis en cause (vous pouvez préalablement contacter les auteurs),

argumentez précisément cette suppression dans la page de discussion
(un manque de référence n'est pas un argument ; une recherche réelle de référence doit avoir été effectuée, être formellement documentée).
 (décembre 2024).
 (décembre 2024).
La mise en forme du texte ne suit pas les recommandations de Wikipédia : il faut le « wikifier ».
Les points d'amélioration suivants sont les cas les plus fréquents. Le détail des points à revoir est peut-être précisé sur la page de discussion.
- Les titres sont pré-formatés par le logiciel. Ils ne sont ni en capitales, ni en gras.
- Le texte ne doit pas être écrit en capitales (les noms de famille non plus), ni en gras, ni en italique, ni en « petit »…
- Le gras n'est utilisé que pour surligner le titre de l'article dans l'introduction, une seule fois.
- L'italique est rarement utilisé : mots en langue étrangère, titres d'œuvres, noms de bateaux, etc.
- Les citations ne sont pas en italique mais en corps de texte normal. Elles sont entourées par des guillemets français : « et ».
- Les listes à puces sont à éviter, des paragraphes rédigés étant largement préférés. Les tableaux sont à réserver à la présentation de données structurées (résultats, etc.).
- Les appels de note de bas de page (petits chiffres en exposant, introduits par l'outil «  Source ») sont à placer entre la fin de phrase et le point final[comme ça].
- Les liens internes (vers d'autres articles de Wikipédia) sont à choisir avec parcimonie. Créez des liens vers des articles approfondissant le sujet. Les termes génériques sans rapport avec le sujet sont à éviter, ainsi que les répétitions de liens vers un même terme.
- Les liens externes sont à placer uniquement dans une section « Liens externes », à la fin de l'article. Ces liens sont à choisir avec parcimonie suivant les règles définies. Si un lien sert de source à l'article, son insertion dans le texte est à faire par les notes de bas de page.
- La présentation des références doit suivre les conventions bibliographiques. Il est recommandé d'utiliser les modèles {{Ouvrage}}, {{Chapitre}}, {{Article}}, {{Lien web}} et/ou {{Bibliographie}}. Le mode d'édition visuel peut mettre en forme automatiquement les références.
- Insérer une infobox (cadre d'informations à droite) n'est pas obligatoire pour parachever la mise en page.

Pour une aide détaillée, merci de consulter Aide:Wikification.
Si vous pensez que ces points ont été résolus, vous pouvez retirer ce bandeau et améliorer la mise en forme d'un autre article.
Marcel Anselme, né le 21 juin 1925 à Jallieu et mort le 29 juillet 1982 à Bron, est un artiste peintre et graveur  français.

## Biographie

### Formation et influences
Très tôt, Marcel Anselme montra une aptitude pour le dessin. Les objets du quotidien de la maison, son frère, les voisins de la famille devinrent autant de sujets où il montra sa dextérité à reproduire et la précision de son trait. Adulte, il devint photograveur dans un atelier de Bourgoin-Jallieu (Isère), dessinant notamment pour la confection de carrés de soie pour des maisons de haute couture parisiennes.
En marge de son activité professionnelle, dès 1948, avec l’objectif de se perfectionner, il fréquenta des ateliers de peinture où des maîtres lui apprirent les techniques picturales académiques. Il travailla successivement dans l’atelier de Léon Garraud (1877 - 1961), lui-même élève de François Guiguet et dans la lignée de François-Auguste Ravier), puis avec Marie-Louise Degrabriel (1900 - 1964), tous peintres emblématiques de la célèbre "Ecole Lyonnaise ". C'est là qu'il acquit une technique picturale directement inspirée des peintres vénitiens du XVe siècle. Il travailla aussi avec Joseph Belloni (1898 - 1964), sculpteur lyonnais de Fourvière (Lyon).
Durant toutes ces années, il se documenta sur les artistes de la Renaissance italienne, mais aussi sur ceux de l’école flamande du XVIIe siècle tout autant que sur les peintres français du XIXe siècle qu’il affectionnait tout particulièrement et qui vont l’inspirer dans ses portraits et compositions futurs. Citons notamment Albrecht Dürer, Johannes Vermeer, Pieter Brueghel l'Ancien, Raphaël, Léonard de Vinci, Eugène Delacroix et tant d’autres… Il a beaucoup travaillé dans les musées (et notamment au musée du Louvre), à copier inlassablement les grands maîtres afin de s’imprégner et percer les secrets de leurs techniques et comprendre leur univers pour peaufiner le sien.
En 1957, il s’installe dans son atelier de l’Oiselet à Bourgoin-Jallieu, atelier qu’il ne quittera plus. C’est là qu’il a construit son œuvre, en retrait des galeries élitistes et des courants picturaux en vogue dans les milieux artistiques d’alors, préférant se consacrer entièrement à son art et à ses recherches sur la lumière dans la peinture.

### Carrière

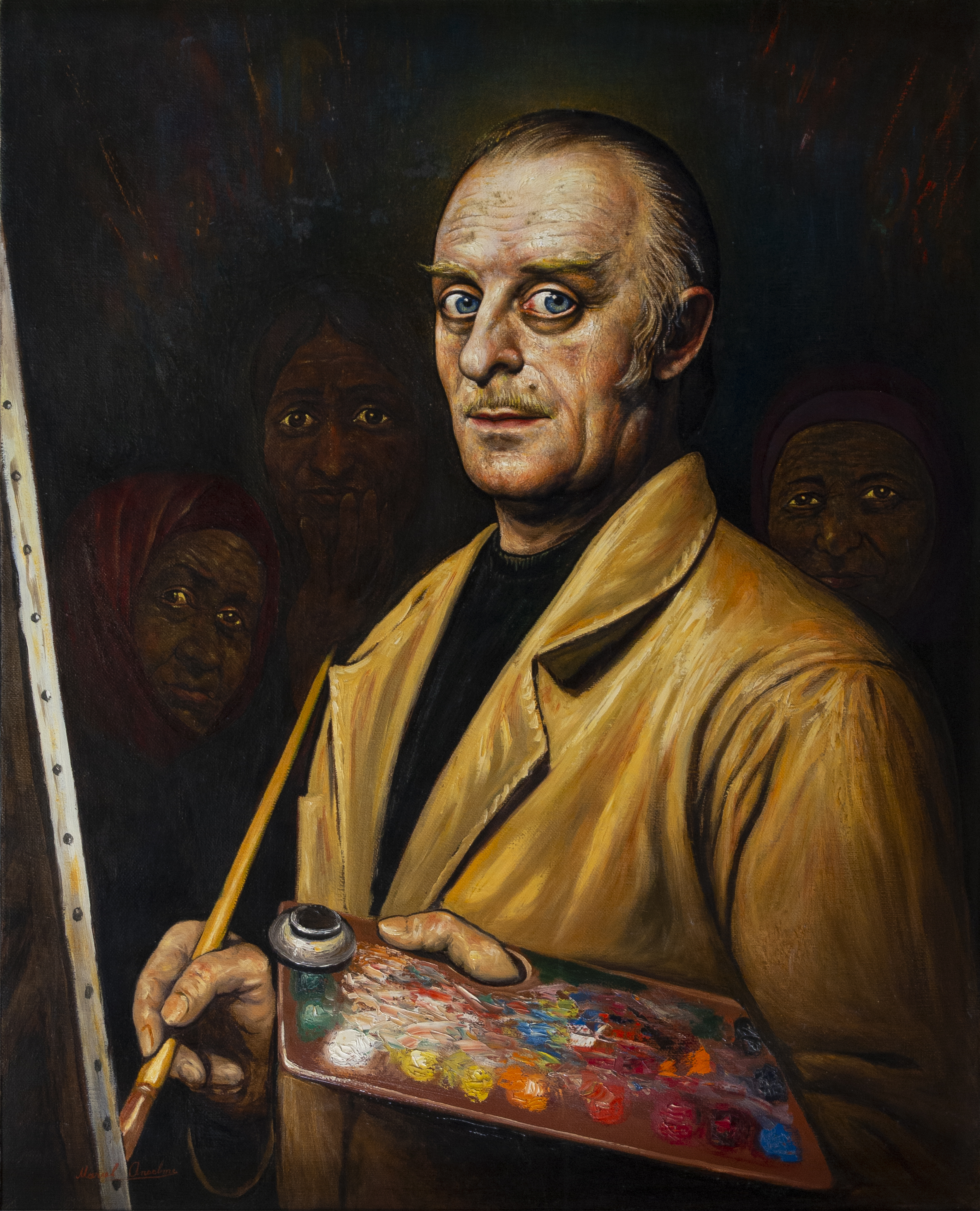
Autoportrait de Marcel Anselme

Marcel Anselme est un artiste complet, explorateur de plusieurs techniques picturales.
Son dessin précis captait l’expression d’un visage, un rayon de lumière sur un cuivre ou la position d’un corps nu,  souvent rehaussés d’une pointe de pastel ou d’aquarelle.
Ses toiles à la peinture à l’huile, souvent de grande taille, expriment son affection pour les paysages, les scènes et cérémonies familiales sans toutefois dédaigner des scènes plus intimes où sa famille fut un sujet d’inspiration. A travers ses personnages souvent méditerranéens, il captait l’expression d’un regard, d’un sourire, d’une scène quotidienne, montrant la vie des gens du peuple par leur visage ridé, marqué par la douleur ou les épreuves du temps, clé d’un message philosophique ou l’expression d’un état d’âme.
Marcel Anselme fut également graveur sur plaque de cuivre à la taille douce. Par ses œuvres gravées, portraits, paysages, scènes de vie intérieure, il a montré la précision millimétrée des sillons du burin sur la plaque où nulle erreur n’est autorisée. Par là, il s’apparentait à une filiation à Rembrandt, autre graveur de génie.
Il fut également consulté en tant qu'expert pour ses connaissances de l'œuvre de Léonard de Vinci. Il mena une expertise de la "Léda" réalisée par le grand maître, tableau découvert par le collectionneur et consul de Chypre à Lyon, Nicos DHIKHEOS. De là, à partir de 1963 et durant plus de 13 ans, il devint le portraitiste officiel et ami personnel de Monseigneur Makarios III, archevêque et président de la République de Chypre et ce jusqu’à sa disparition en 1976. Lors de très nombreux séjours dans l’île, il fera sur commande, outre les portraits du chef de l'état (notamment celui de son portrait officiel en tenue d'apparat), tous les portraits des archevêques qui ont dirigé l’église orthodoxe avant MAKARIOS III, constituant ainsi pour le pays une collection de 17 portraits toujours visibles à la pinacothèque du palais épiscopal de Nicosie.
Par ailleurs, il a effectué des portraits de commande et notamment de quelques célébrités telles Paul Claudel (visible au musée de Bourgoin-Jallieu), Konstantinos Caramenlis (ancien premier ministre de Grèce), des capitaines d’industrie, des personnalités politiques, scientifiques, religieuses ou encore des magistrats lyonnais.

#### La Lumichromographie
Marcel Anselme a lui-même rédigé un manifeste un traité de peinture nommé Lumichromographie (couleur et dessin subordonnés à la lumière) dans lequel il montre la puissance de la représentation de la lumière et son interaction avec le sujet peint.

« Je considère que la peinture se fait avec trois choses : un essentiel de structure donné par le dessin, la couleur et la lumière. De ces éléments qui s'interfèrent on doit obtenir une ambiance vraisemblable permettant de créer une émotion artistique. Les différents messages de mes œuvres peuvent être exprimés soit par la composition, le dessin, la couleur, la lumière ou par l'ensemble ou partie de ces éléments en fonction de ma démarche et de sa meilleure définition. »

Voici un court extrait de ce qu'il a rédigé « Cette forme d'expression picturale fait appel à deux techniques : la première dite en superposition (des maîtres anciens) et celle en juxtaposition (des impressionnistes). La première permet d'obtenir les gammes sourdes et transparentes du clair-obscur et constitue l'essentiel du travail de l'ombre. La seconde sert à rajouter toutes les parties denses et opaques de la lumière. La réunion de ces deux procédés permet d'étendre le registre des possibilités picturales, du côté de l'ombre grâce à la superposition, du côté de la lumière grâce à la juxtaposition. Le résultat montre des ombres  plus foncées, plus puissantes et en même temps plus légères et plus transparentes opposées à des lumières plus claires et plus vives permettant entre ces deux extrêmes toute une suite de demi-teintes très vibrantes et très colorées. » La composition joue aussi un rôle important. « Je construis une peinture en m'efforçant de faire apparaître derrière le sujet un ou plusieurs sens ésotériques afin de lui donner une signification cosmique. Ce sens caché de la composition est traité de telle façon qu'il soit chargé de symboles qui restent volontairement indéfinis dans une ambiguïté qui laisse au spectateur la faculté de préciser lui-même la raison du tableau en accord avec ses propres préoccupations. »

#### Thèmes
Marcel Anselme a exposé ses œuvres dans de nombreux salons de peinture d’abord localement, puis, la notoriété arrivant, il présentera ses œuvres dans des salons régionaux (salon des peintres lyonnais), nationaux (Salon des artistes français, Salon des indépendants, salon du 10 au 15[Quoi ?], salon de la société civile d’art moderne) et internationaux. Il fut exposé à Paris, Londres, Québec,  Amsterdam, Athènes, Nicosie.
L’œuvre personnelle de Marcel Anselme montre la complexité artistique du peintre. D’abord, durant les années 1960, dans la lignée de l’école lyonnaise et de la Renaissance, il exprime la grâce et la finesse de sa peinture intimiste au travers de nombreuses scènes familiales. Par la suite, au cours des années 1970, il va s’en écarter pour créer des compositions puissantes de forme classique et oniriques où le symbole prend toute sa place, tout en laissant une très large part à la lumière, nimbant ses personnages d’une intense clarté comme emprisonnés dans des tourbillons d’une lumière originelle, ses fameuses spirales cosmiques. Le classicisme de la composition, le choix du thème de chaque tableau s’efface vite pour devenir porteur d’un message ésotérique et universel. Ses portraits captent la flamme intérieure qui brille dans chacun des personnages qui vit sur la toile. Vers la fin des années 1970 et le début des années 1980, peu avant sa disparition, Marcel Anselme a inscrit son œuvre dans la représentation d’une nature qu’il jugeait fondamentale pour l’humanité. Il a ainsi travaillé sur la lumière à contre-jour, au travers des branches d’arbres décharnés la plupart du temps.

« Marcel Anselme est portraitiste, ce qui n'est pas le genre le plus facile, car la tricherie n'y peut y trouver son compte. »

— Pierre L'Oiselet

## Expositions
Il expose :
- au Salon des artistes français dont il est sociétaire,
- au Salon des indépendants à Paris, plusieurs années durant
- au Salon de la société civile d’art moderne à Paris en 1961
- à la galerie Saint-François à Lyon en 1963
- à la galerie Ror-Volmar à Paris en 1977
- à la 9ème biennale de peinture Loudun : Marcel Anselme en est l'invité d'honneur
- à Livourne, en Italie pour l'exposition en l'honneur d'Amedeo Modigliani
- à Morestel, en Isère, à la maison Ravier, septembre 1992
- au 48ème salon de peinture et de sculpture de Bourgoin-Jallieu pour son œuvre gravé, octobre 1997

## Œuvres dans les collections publiques
Des œuvres de Marcel Anselme sont conservées la pinacothèque et au palais archiépiscopal de Nicosie.
- Portrait de Makarios III, archevêque, président de la république de Chypre, 1963.
- Portrait de Makarios III, 1972.

Le Musée de Bourgoin-Jallieu conserve 
- Portrait de Robert Mermoz, HST, 1964
- Nature morte à la Langouste, HST, 1963
- Portraits de Robert Mermoz, dessins, vers 1955 et vers 1964
- Portrait de Paul Claudel

## Récompenses
- Médaille du Salon amis des arts, Bourgoin, 1953 (Portrait de jeune femme)
- Diplôme d'honneur du Grand Prix de Paris (1961)
- Prix d'honneur au grand prix de Paris, 1962, (La lecture)